# Шпионска афера в България (1930)
Шпионската афера е политически скандал в България през есента на 1930 година, предизвикан от незаконно разследване за югославски шпионаж, извършвано от Вътрешната македонска революционна организация (ВМРО) и висши военни офицери и водено с изтезания, довели до изтръгване на неверни признания и самоубийството на полковник Константин Маринополски.

## Разследване за шпионаж
В годините след Първата световна война ВМРО изгражда военизирана структура на българска територия, която фактически контролира цели области в югозападната част на страната. Организацията активно подкрепя Деветоюнския преврат през 1923 година и през следващите години извършва множество политически убийства на опозиционни дейци, като е толерирана от правителството. В края на 20-те години правителството е критикувано както от опозицията, така и от среди в управляващото мнозинство, за неспособността си да постави под контрол ВМРО.
През есента на 1930 година Разузнавателната организация на ВМРО извършва собствено разследване за шпионаж в полза на Югославия. Тя проследява 24-годишния Андрей Андреев, бивш сътрудник на полицията и уволнен за злоупотреби чиновник от железниците. На 4 август 1930 година той е отвлечен от дейци на организацията в София, докато поръчва изработката на печат с инициали „ВМРО“, и е отведен в база на ВМРО в Кюстендил. При обиск в дома му са намерени два въпросника. След двуседмични изтезания Андреев признава, че е шпионирал срещу 100 динара на месец, като е предавал сведения на български емигрант в Ниш, който е агент на югославското военно разузнаване. За източници на информация той посочва агента на Държавна сигурност Крушовски, поручик Крум Алексиев от Първи пехотен софийски полк и неназован офицер от Генералния щаб.
ВМРО се свързва с полицията и с командира на Тринадесети пехотен рилски полк в Кюстендил полковник Константин Захов. Докато полицията отказва да предаде агента си, полковник Захов заминава за София, където се среща с командващия гарнизона генерал Кирил Жечев и началника на генералния щаб Сотир Маринков. Тримата решават, че доказателствата са убедителни и поручик Алексиев е задържан от командира на Първи полк полковник Здравко Георгиев и предаден в Кюстендил на ВМРО.
В резултат на мъчения и Алексиев прави самопризнания за шпионаж, твърдейки, че е предавал сведения на служещия в Русе свой познат полковник Константин Маринополски. На 27 август Маринополски е извикан в София и е задържан във военен обект в Погребите, като на следващия ден е разпитван лично от генерал Жечев. Проведена е очна ставка на Алексиев с Маринополски, който отрича твърденията му. На 29 август полковник Маринополски е намерен обесен на колана, оставяйки предсмъртни писма, отхвърлящи обвиненията. Намиращият се в съседната килия Алексиев също прави опит за самоубийство, прерязвайки вените си с парче стъкло и оставяйки надписи по стените с твърдения, че е невинен.

## Политически последствия
Първоначално военните власти се опитват да потулят случая, като на 31 август публикуват кратко съобщение за смъртта на полковник Маринополски. То, както и погребението му без почести, привличат вниманието на пресата, а след като стават известни предсмъртните му писма — до неговия брат и до генерал Жечев — в които говори за „клеветническо обвинение“, което му нанася „позор, който не може да понесе“, започва шумен обществен скандал.
Военният съюз провежда собствено разследване, което достига до повечето факти по случая. Събрани са много документи и свидетелски показания, които през следващите месеци са публикувани в свързаното със Съюза списание „Звено“. Неговият редактор Димо Казасов пише поредица от 36 статии, в които остро критикува военния министър генерал Никола Бакърджиев и командването, обвинявайки ги в тежки нарушения на закона и вътрешните процедури в армията. В отговор вестникът на ВМРО „Свобода или смърт“ обвинява „Звено“, че получава „стотици милиони динари“ от сърбите и пише, че мястото му е „в дъното на Искъра“.
Същевременно в Народното събрание Кимон Георгиев, близък до „Звено“ и водач на вътрешната опозиция в управляващия Демократически сговор, прави официално питане към военния министър за спазването на устава при разследването. Бакърджиев първоначално отрича да е знаел за случая, но впоследствие признава, че е одобрил доклад на началника на Генералния щаб. При обсъжданията в парламента Георгиев е изключително остър и говори за „удовлетворение на поруганата офицерска чест“ и „накърнения престиж на армията“. В критиките се включват и депутати от опозицията.
Въпреки широкия обществен отзвук на Шпионската афера, властите не организират официално разследване по случая, но много от участниците са отстранени от постовете си. Военният министър Никола Бакърджиев подава оставка през януари 1931 година, полковник Константин Захов е уволнен от армията, а генерал Сотир Маринков, генерал Кирил Жечев и полковник Здравко Георгиев са преместени на служба в провинцията.
Скандалът затвърждава позициите на Военния съюз сред офицерите и допринася за отрицателното му отношение към ВМРО, довело до фактическото ѝ ликвидиране през 1934 година. След Деветнадесетомайския преврат през 1934 година и идването на власт на Кръга „Звено“ полковник Константин Маринополски е реабилитиран и са му отдадени военни почести.